# Сёфукудзи
Сёфукудзи (яп. 聖福寺 Сё:фуку-дзи) — буддийский храмовый комплекс школы Обаку, принадлежащей течению дзэн, основанный в 1677 году китайским монахом Тецусином Доханом в Нагасаки, в Японии. Один из четырёх буддийских «монастырей счастья» Нагасаки.

## Описание
Храмовый комплекс Сёфукудзи в Нагасаки был основан китайским монахом Теэусином Доханом, внуком знаменитого монаха и поэта Ингэна при поддержке бугё Нагасаки и китайских торговцев. Строительство монастыря было завершено в 1677 году.
Архитектура храмового комплекса выдержана в китайском стиле эпохи династии Тан. Главное здание монастыря было реконструировано в 1715 году также в китайском стиле.
Из обители открывается прекрасный вид на гавань Нагасаки. Монастырь также знаменит самым большим колоколом в городе, который сегодня используется исключительно во время празднования Нового года по буддийскому календарю.